# سيمور بنزر
كان سيمور بنزر (15 أكتوبر 1921 - 30 نوفمبر 2007) عالمًا فيزيائيًا وبيولوجيًا جزيئيًا وعلمًا وراثيًا سلوكيًا. بدأت حياته المهنية خلال ثورة البيولوجيا الجزيئية في الخمسينيات من القرن الماضي، وفي النهاية برز في مجال الوراثة الجزيئية والسلوكية. قاد مختبر أبحاث علم الوراثة المنتج في كل من جامعة بوردو وبصفته أستاذًا في علوم المخ والأعصاب في معهد كاليفورنيا للتقنية.